# Kakuszy-ház
A Kakuszy-ház (egyes forrásokban Kakuszi-ház; korábban városszerte ismert nevén a Csaba utcai rom) egy műemlék lakóépület Szegeden, az egyetlen védett napsugaras homlokzatú ház Felsővároson. Az épület korábban a kallódó, romló állagú műemlékek egyik legriasztóbb magyarországi példája volt.
Az épület Szegeden, a történelmi Felsőváros külső peremén, a panelházas és a hagyományos beépítésű területek határán áll. Az épület tengelye nem merőleges az utcára, így az utcai telekhatárra épült homlokzat vonala a ház hosszanti tengelyét rézsútosan metszi. A ház a korábban szegedi jellegzetességnek számító napsugaras oromzattal épült, ezen oromzat a 2008-as tüzet is túlélte. Az épület utcai szobájának mennyezete eredetileg díszítőfestést viselt, ez az utcai szoba kiégésekor és a plafon leszakadásakor vélhetően megsemmisült. A 2010-es évek derekán a ház kritikus műszaki állapotban volt. A tető jelentős része megsemmisült, az épület vakolata szinte teljesen lepergett, a szobákban fás szárú növények nőttek.
Az épület nagy szegedi árvíz utáni újjáépítés során épült. A Kakuszy-ház terveit 1889-ben Kakuszi József kérésére készítette Kakuszy István. A város az építkezést 1889. január 31-én engedélyezte, az épület műszaki átadására alig fél évvel később, július 6-án került sor. A házat az építtető család használta egészen 1976-ig, amikor a Magyar Népköztársaság azt műemlékké nyilvánította és megvásárolta. Az épület a rendszerváltás utáni zavaros jogi helyzetben került az államot képviselő Kincstári Vagyoni Igazgatóságtól egy civil szervezet, a Mozgáskorlátozott Fiatalok Rehabilitációs és Sportcentruma Alapítványának kezelésébe. Az alapítvány munkálatokba kezdett az épület udvarán, ám csak a tervezett létesítmények torzójáig jutott. Az időközben tönkrement alapítványtól az épület a Mozgáskorlátozottak Csongrád Megyei Egyesületének kezelésébe került. Az Egyesület tervei kezdetben a Kakuszy-ház irodává alakításáról szóltak, ám források híján végül nem tudtak mit kezdeni a telekkel. Az egyre pusztuló műemlék épület a 2000-es évek derekára kritikus állapotba jutott. 2005 telén a tető utca felőli része megrogyott, a cserepek az udvarra csúsztak, az épület fele tető nélkül maradt. 2008 telén az épület részben leégett.
2010-ben a Mozgáskorlátozottak Csongrád Megyei Egyesülete már szabadulni szeretett volna az épülettől, a Magyar Nemzeti Vagyonkezelő azonban elzárkózott az időközben teljesen rommá vált ház visszavételétől. A műemlék végül 2011-ben került vissza az állam tulajdonába. A Magyar Nemzeti Vagyonkezelő Zrt. hozzákezdett a ház újjáépítésének előkészítéséhez: elkészíttették a felújításhoz szükséges szakvéleményeket és megszerezték az építési engedélyt. A rekonstrukció kezdetét 2013-ra tervezték. A felújítás 2014 májusára készült el.

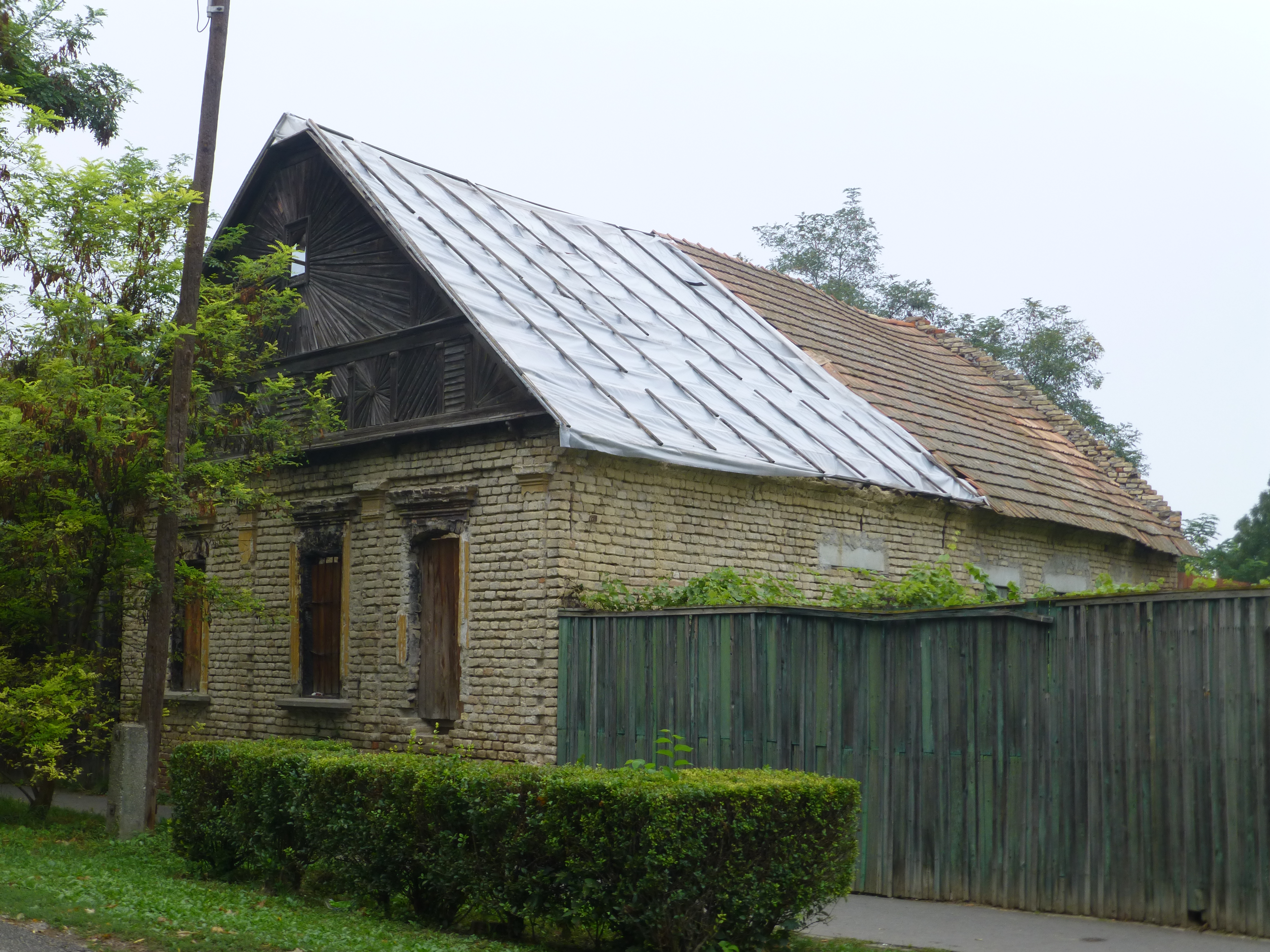
A romépület 2013 őszén
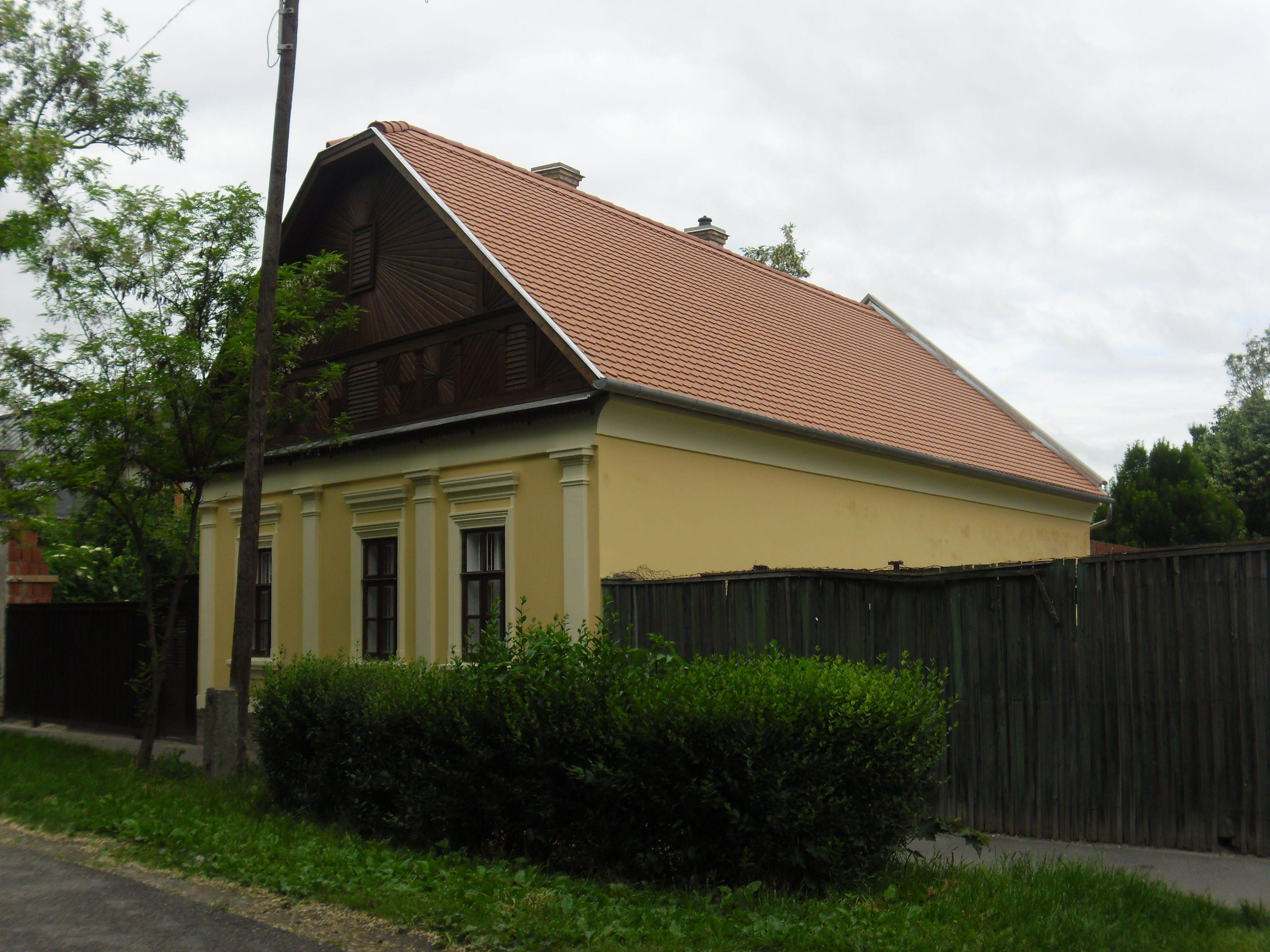
Az épület 2014 májusában